# 櫃石島

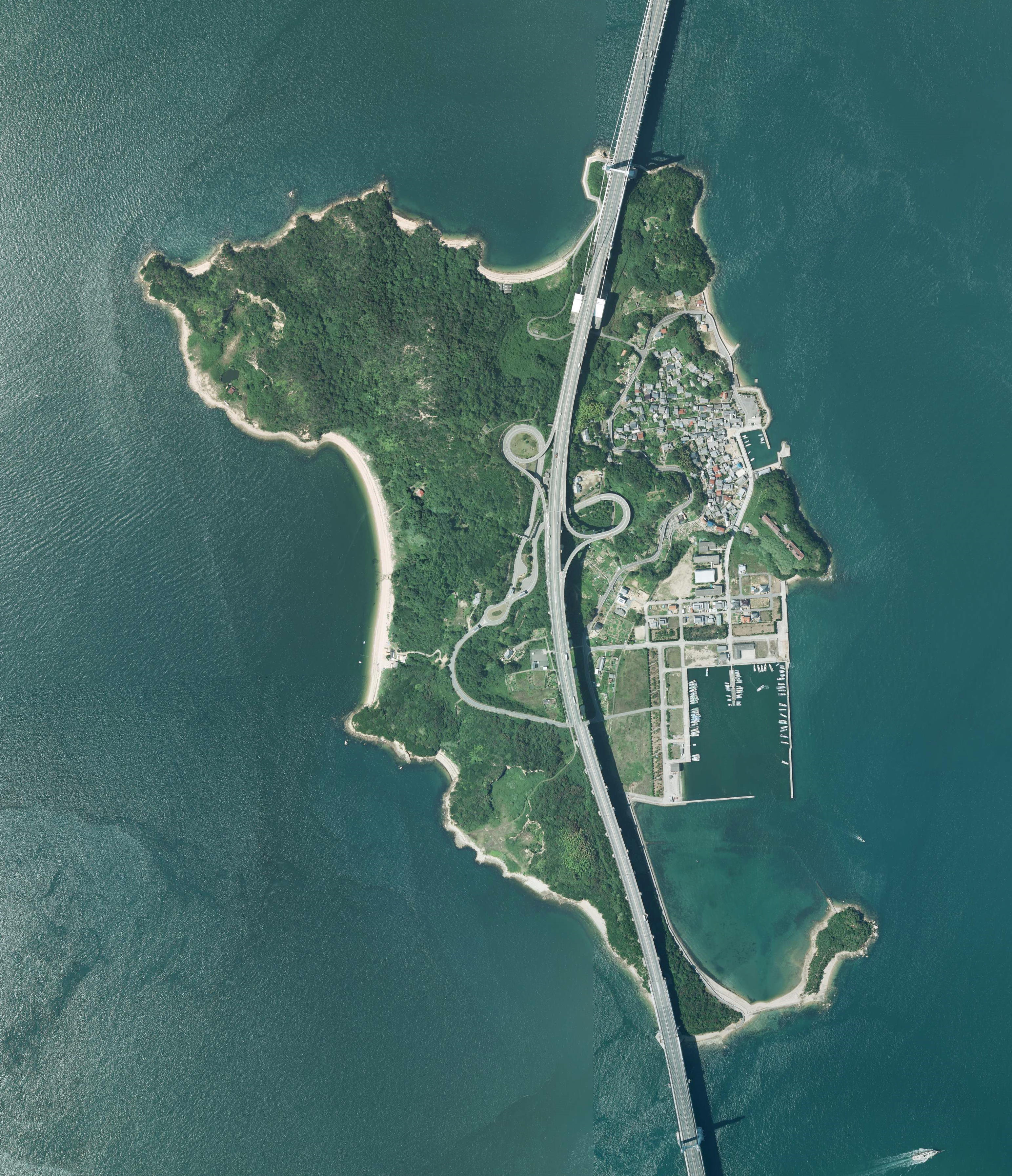
櫃石島全体の空中写真。

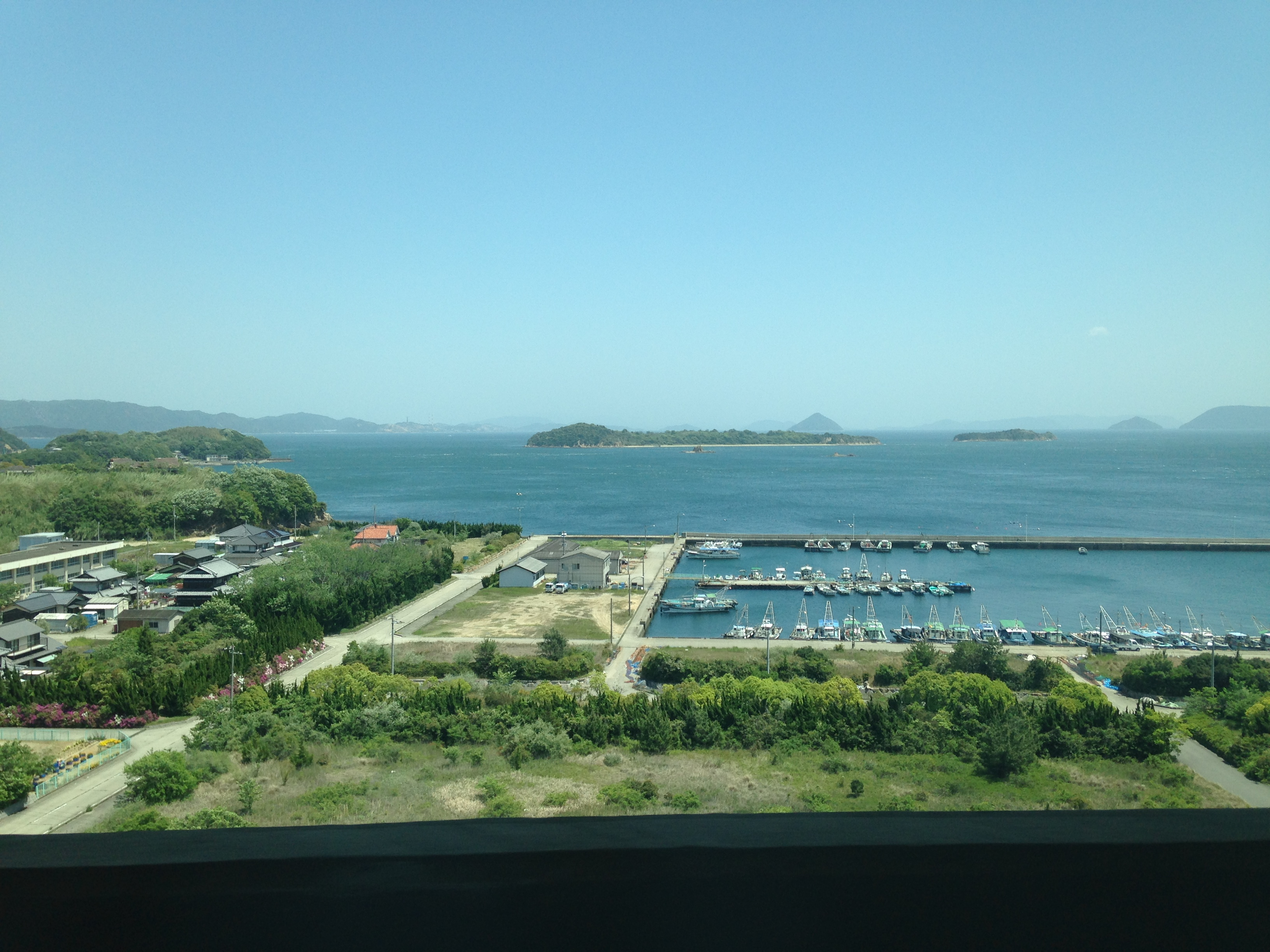
瀬戸大橋線の列車内より島内を望む

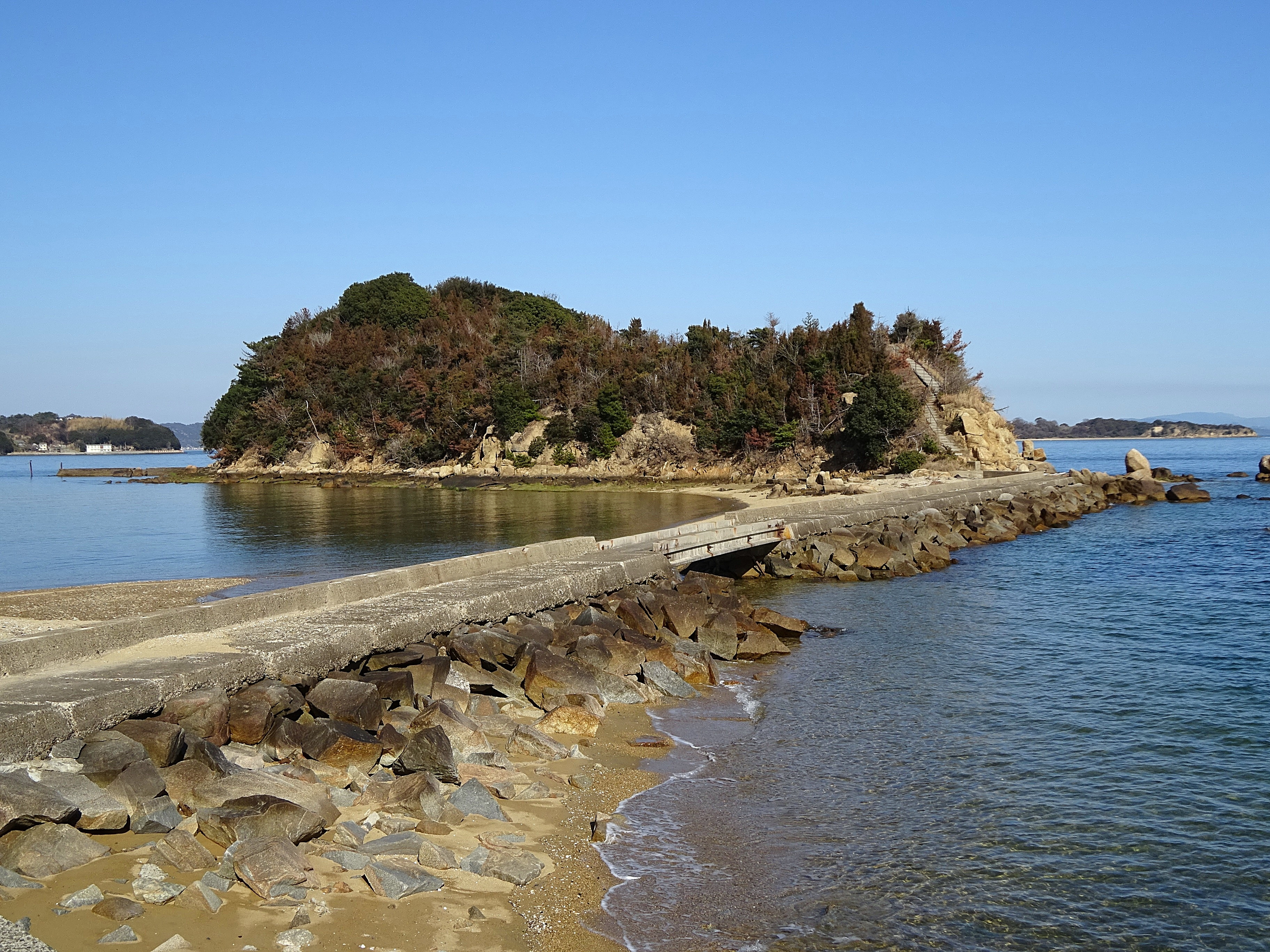
歩渡島全景

櫃石島（ひついしじま）は香川県坂出市瀬戸内海に浮かぶ塩飽諸島の島。瀬戸大橋が渡っている。

## 概要
人口236人、面積0.85km2、周囲5.4km。全域が香川県坂出市櫃石に属している。郵便番号は762-0073（坂出郵便局管区）。島の南にある巨石の櫃岩が島名の由来とされ、主産業は潜水による立貝採取と底引網漁業である。
「ももて祭」は、毎年1月中旬に王子神社の境内で催され、小笠原流弓術によって豊凶を占うもので県指定の無形民俗文化財となっている。
島内には坂出市立の小中学校ならびに幼稚園が設置されていたが、島外の四国本土に通学通園する家庭が増えたことに加え、人口減少と少子化で入学者・入園者がいなくなったことから、いずれも2018年（平成30年）3月31日をもって閉鎖された。
属島として歩渡島（ぶどじま）がある。防波堤通路と架橋により徒歩で渡島可能である。

## 年表
かつては全域が「仲多度郡与島村」（よしまそん）に属していたが、1953年（昭和28年）に坂出市に編入された。1988年（昭和63年）には瀬戸大橋が開通し本土へ陸続きで渡れるようになった。
- 1953年（昭和28年）4月1日 - 仲多度郡与島村が坂出市に合併
- 1983年（昭和58年）5月1日 - 瀬戸大橋櫃石島高架橋工事着工
- 1988年（昭和63年）4月10日 - 瀬戸大橋開通

## 交通

### 道路
- 瀬戸中央自動車道櫃石島インターチェンジ
- 香川県道273号櫃石島線

瀬戸中央自動車道の上下線からランプウェイが分かれており、路線バス及び島民関係者は専用カードによりゲートを開いて島内道路へ入ることが可能。島民以外の自動車はランプウェイを通れないので、路線バスで島内に入ることとなる。

### バス
- 琴参バス：瀬戸大橋線

2021年3月31日まで下津井電鉄も運行していた。

## 主な施設
- 坂出市立櫃石中学校 - 2018年3月をもって閉校[1]
- 坂出市立櫃石小学校 - 2016年4月より休校[4]、2018年3月をもって閉校[1]
- 坂出市立櫃石幼稚園 - 2018年3月をもって閉園[1]
- 櫃石公民館
- 櫃石簡易郵便局
- 宝珠寺
- 王子神社
- 櫃石海水浴場

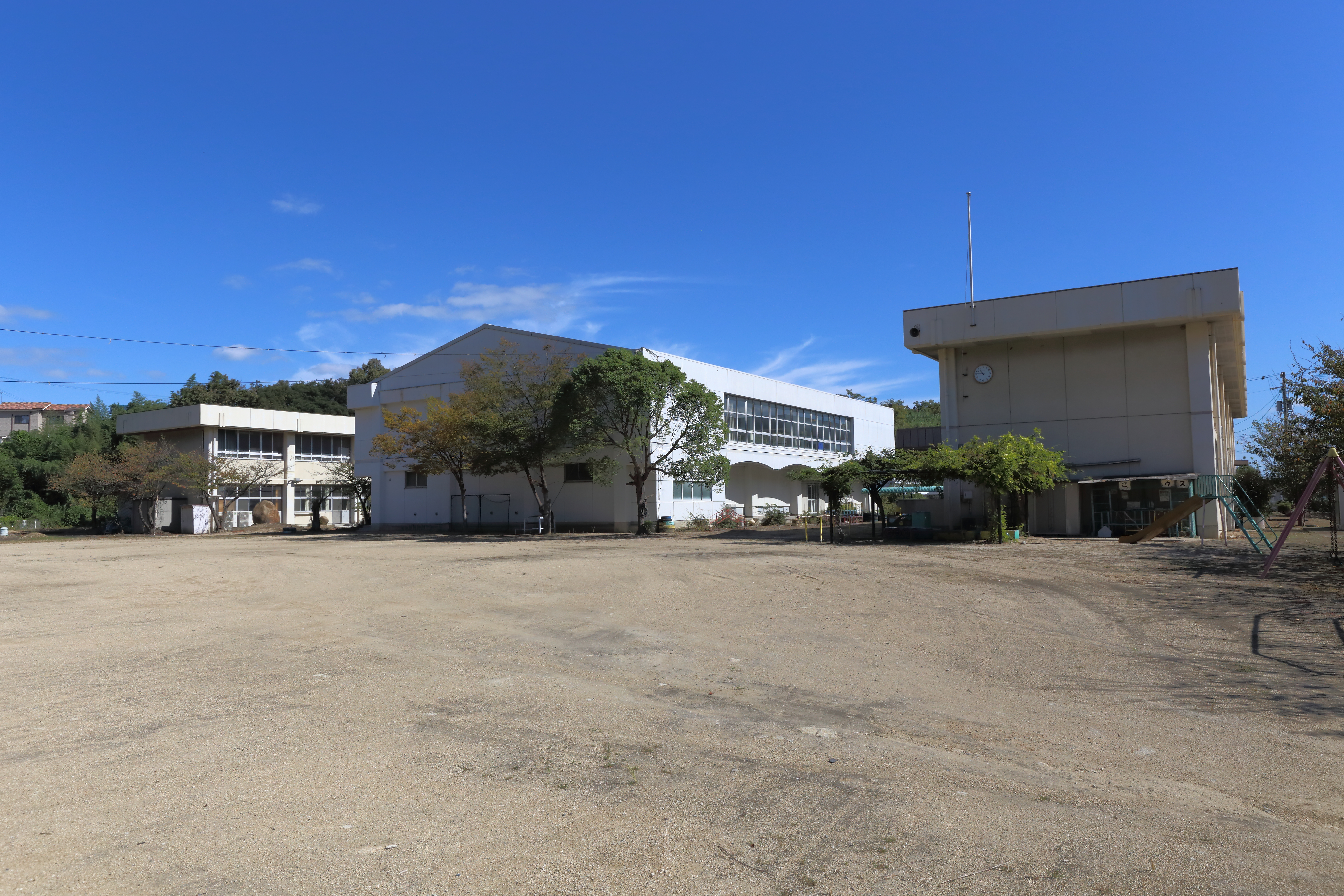
櫃石中学校小学校
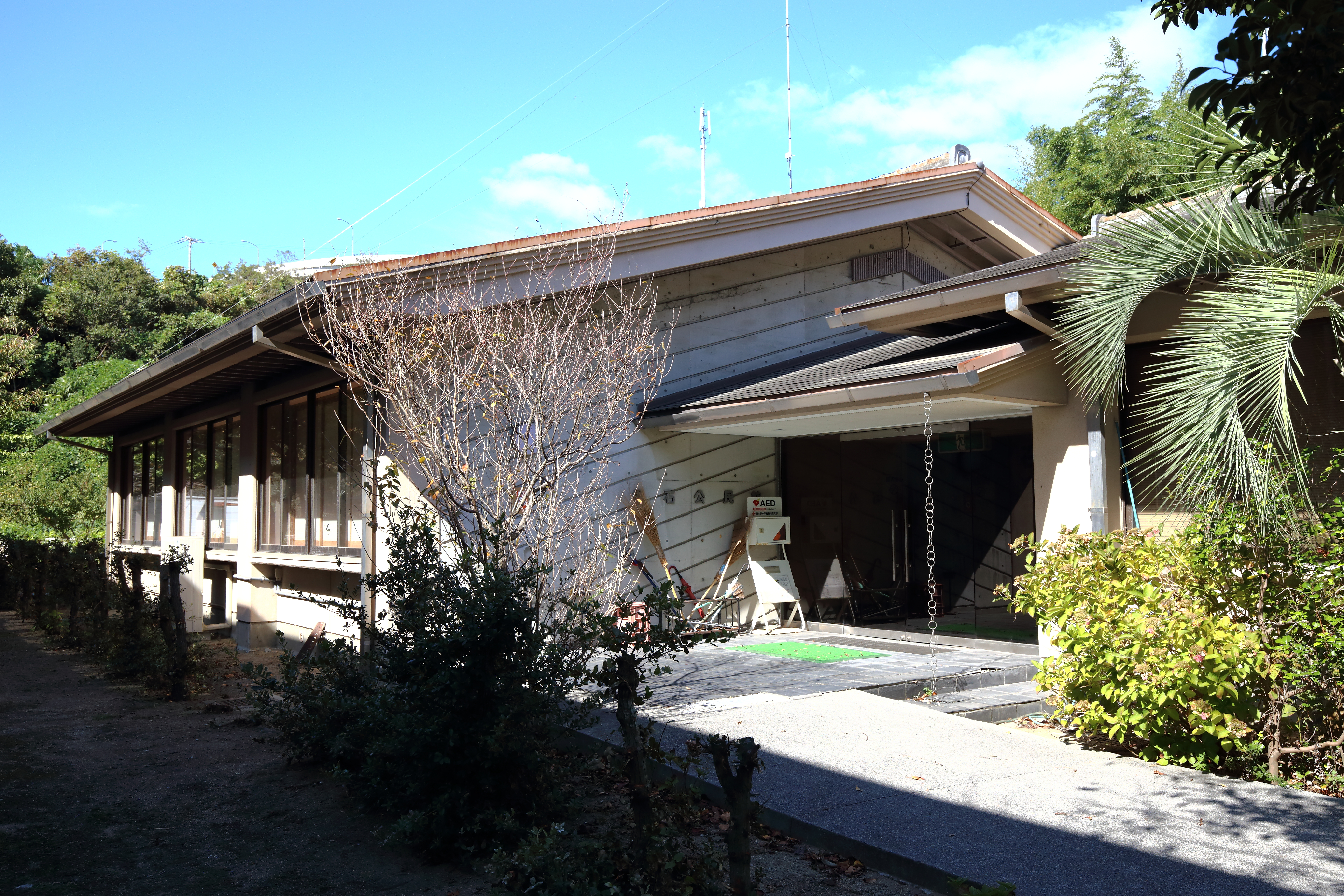
櫃石公民館
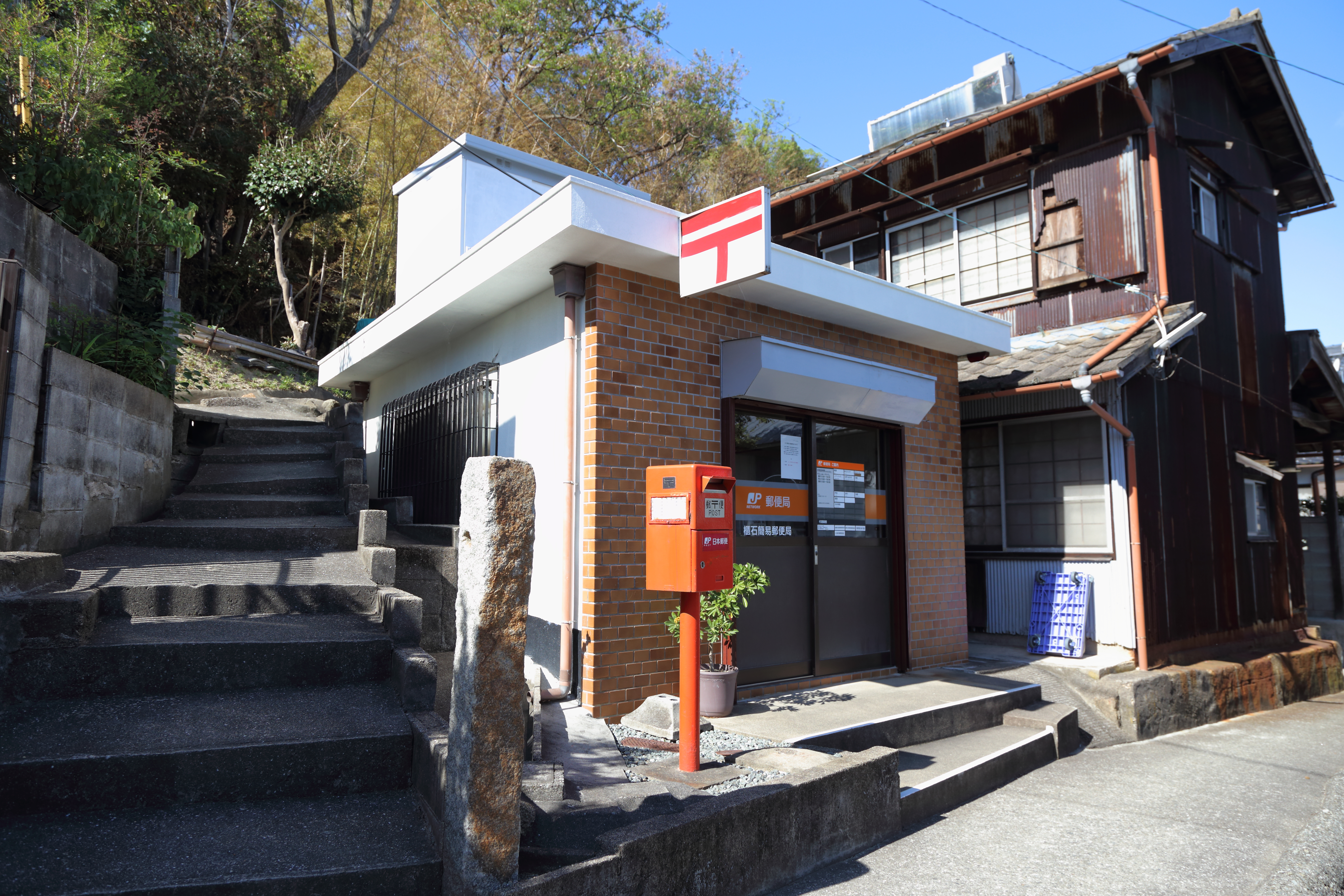
櫃石簡易郵便局
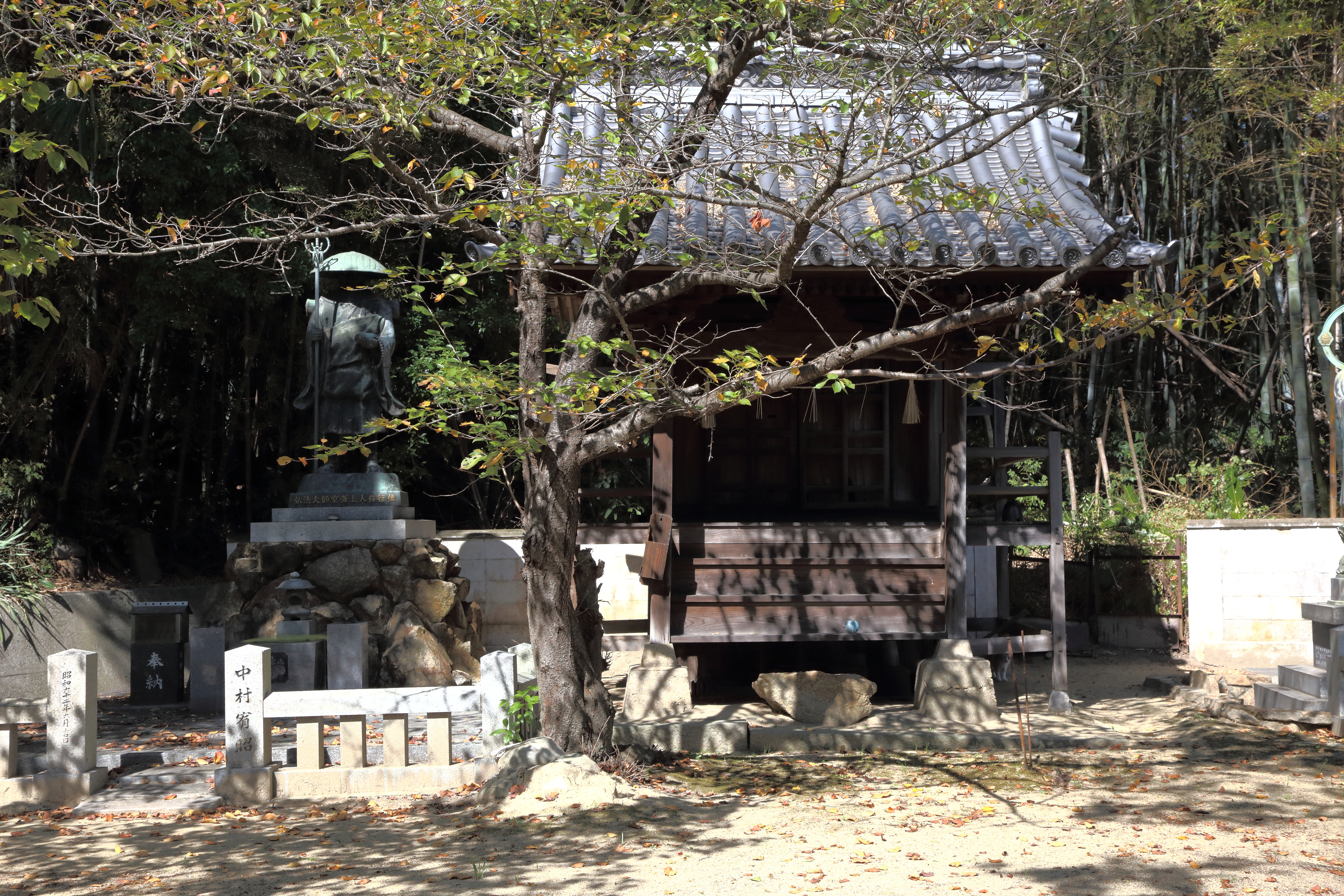
宝珠寺
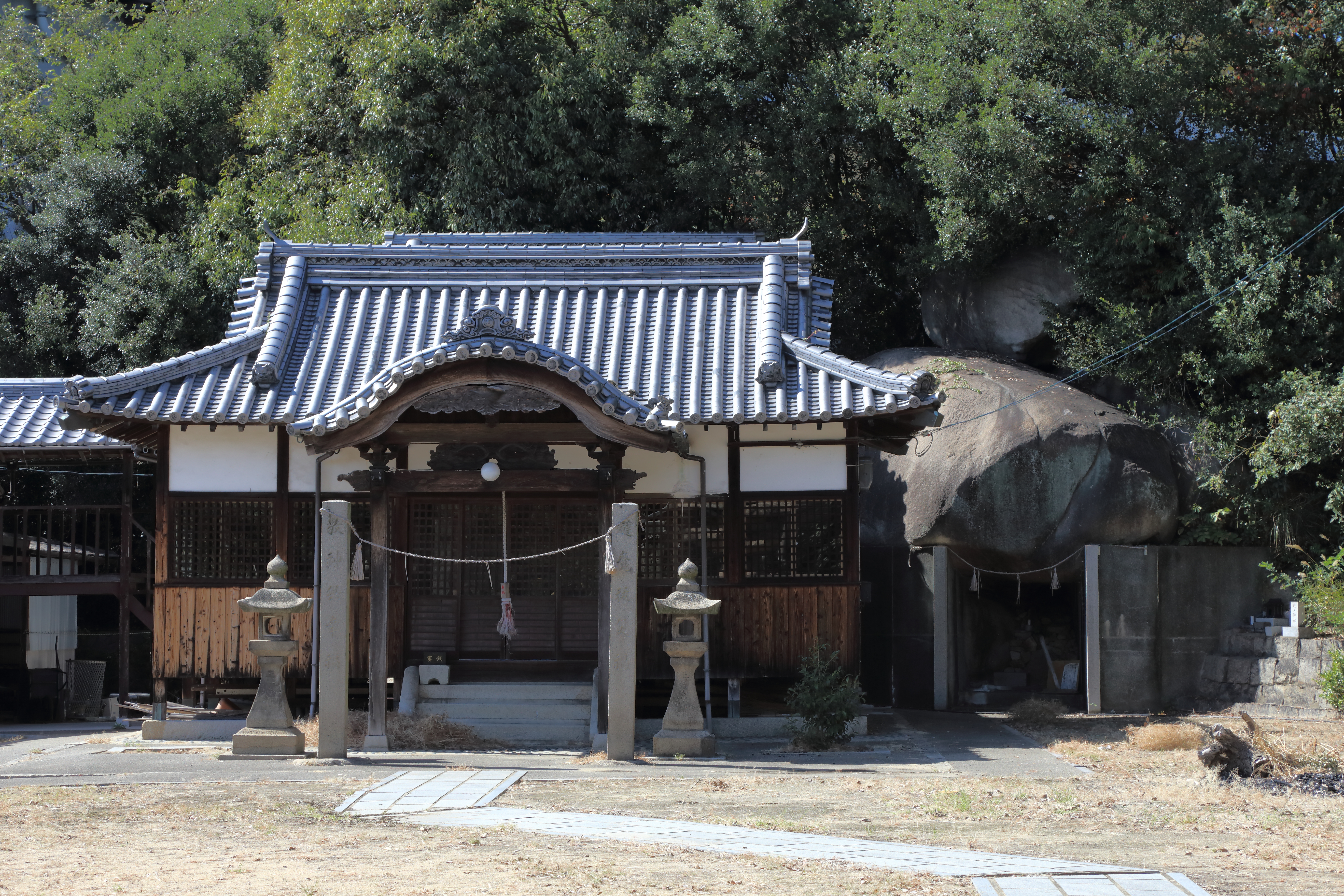
王子神社